# Danny Pintauro
Daniel Adam "Danny" Pintauro (nascido em 6 de janeiro de 1976) é um ator e produtor de cinema americano. Ele estrelou a sitcom Who's the Boss? e o filme de terror de 1983, Cujo.

## Juventude
Pintauro nasceu em Milltown, Nova Jérsei, filho de John J. Pintauro, um empresário, e de Margaret L. (nascida Sillcocks). Em 1994, ele tirou uma folga da atuação profissional e frequentou o Middlesex County College em Edison, Nova Jérsei, e mais tarde a Universidade Stanford para estudar inglês e teatro; ele se formou em 1998.

## Carreira
Pintauro apareceu pela primeira vez na soap opera televisiva As the World Turns como o Paul Ryan original. Depois disso, ele interpretou Tad no filme Cujo. Ele ganhou destaque pela primeira vez na série de televisão Who's the Boss?. Depois que a série terminou, ele foi escalado com menos frequência. Pintauro passou a atuar em produções teatrais como The Velocity of Gary e Mommie Queerest.
Ele apareceu como concorrente em um episódio especial de estrelas infantis da TV de O Elo Mais Fraco em 2001, onde foi eliminado na quarta rodada.
Pintauro trabalhou como representante de vendas da Tupperware e gerente de restaurante em Las Vegas.
Pintauro e seu marido se mudaram para Austin, Texas, em 2016. A partir de maio de 2019, Pintauro está trabalhando como técnico veterinário na Austin Pets Alive. Em 2022, Pintauro voltou a atuar e voltou para a Califórnia.

## Vida pessoal
Em 1997, o tablóide National Enquirer o revelou como gay. Em abril de 2013 ele estava noivo de seu namorado, Wil Tabares, e eles se casaram em abril de 2014.
Pintauro revelou em 2015 que era HIV positivo, tendo contraído o vírus em decorrência de sexo oral inseguro em 2003. Ele também revelou que já havia sido viciado em metanfetamina.

## Filmografia
| Ano  | Título           | Personagem  |
| ---- | ---------------- | ----------- |
| 1983 | Cujo             | Tad Trenton |
| 1984 | The Beniker Gang | Ben Beniker |
| 2006 | The Still Life   | Stefan      |

| Ano       | Título                                   | Personagem     | Notas                                       |
| --------- | ---------------------------------------- | -------------- | ------------------------------------------- |
| 1982–1985 | As the World Turns                       | Paul Ryan      |                                             |
| 1987      | Highway to Heaven                        | Alex           | 2 episódios, Man's Best Friend Partes 1 & 2 |
| 1984–1992 | Who's the Boss?                          | Jonathan Bower | 196 episódios                               |
| 1987      | Timestalkers                             | Billy McKenzie | Telefilme                                   |
| 2001      | O Elo Mais Fraco                         | Ele mesmo      | Edição Estrelas infantis da TV              |
| 2010      | The Secret Life of the American Teenager |                | Episódio: Ben There, Done That              |
| 2015      | Oprah: Where Are They Now?               | Ele mesmo      | Entrevista com Oprah Winfrey                |
| 2016      | Unsure/Positive.                         | Greg           | Websérie                                    |
| 2022      | A Country Christmas Harmony              | Eugene         | Telefilme                                   |